# Le Marteau sans maître

Le Marteau sans maître est un recueil de poèmes de René Char paru en 1934. Il reparaît l'année suivante chez José Corti, puis suivi de Moulin premier à partir de 1945.
Bien que paru aux éditions surréalistes, et contenant des poèmes écrits entre 1927 et 1935, il marque la prise de distance de René Char avec le surréalisme.

## Mise en musique
Inspiré par certains de ces poèmes, Pierre Boulez en a tiré une œuvre pour voix d'alto et six instruments, Le Marteau sans maître.